# Euploea coelestis
Euploea coelestis är en fjärilsart som beskrevs av Hans Fruhstorfer 1901. Euploea coelestis ingår i släktet Euploea och familjen praktfjärilar. Inga underarter finns listade i Catalogue of Life.